# Zkreslení sloužící sobě
Zkreslení sloužící sobě neboli self-serving bias je tendence vidět a hodnotit sám sebe a své chování v příznivém světle. V pozadí konceptu stojí myšlenka, že vlastní chování posuzujeme shovívavěji než chování druhých, a to hlavně díky základní atribuční chybě.

## Kdy používáme
Zkreslení sloužící sobě lidé používají ať už vědomě, či nevědomě v různých situacích. Mezi ty nejčastější patří vysvětlování událostí a srovnávání sebe sama s ostatními.

### Vysvětlování událostí
Experimentátoři zjistili, že lidé své úspěchy a neúspěchy vysvětlují různým způsobem. Úspěchy připisují svým schopnostem, dovednostem a snaze, zatímco neúspěchy jsou připisovány vnějším faktorům (například počasí, přílišná náročnost úkolu apod.), tedy faktorům, které člověk nemůže nijak ovlivnit nebo kontrolovat.
Relativně běžně si připisujeme zásluhy za úspěch, ale odmítáme osobní zodpovědnost při selhání. Zkreslení sloužící sobě se může také projevit při interpretaci nejednoznačné informace, kdy si ji vykládáme způsobem, který je výhodný pro naše zájmy.
Jako příklad lze uvést reakci studenta po obdržení výsledku testu. Student, jehož práce byla velice dobře ohodnocena, si svůj úspěch může vysvětlit takto: „Dostal jsem výbornou, protože jsem chytrý a pilně jsem studoval.“ Naopak student, kterému se při testu nedařilo by mohl svůj neúspěch odůvodnit tímto způsobem: „Učitel si na mě zasedl, proto jsem neprošel.“ 

### Srovnávání se s ostatními
Při srovnávání sebe sama s ostatními má většina lidí tendenci hodnotit se lépe než průměr. Považují se za lepší, inteligentnější, schopnější atp. než průměrné osoby.
Self-serving bias se projevuje zejména v situacích, kdy se porovnáváme se skupinou lidí obecně (řidiči, podnikatelé, studenti atd.), než při srovnávání se přímo s konkrétní osobou (student Novák).
Příklady:
- Většina podnikatelů si myslí, že je etičtější než „průměrný podnikatel“.
- 90 % podnikatelů si myslí, že jsou lepší než „průměrný manažer“.
- Většina lidí si myslí, že je chytřejší než „normální člověk“.
- Většina řidičů si myslí, že je schopnější a jezdí bezpečněji než „průměrný řidič“.[2]

## Proč používáme
Existuje několik předkládaných důvodů, pomocí nichž lze vysvětlit, proč se lidé k self-serving bias uchylují. Těmi hlavními důvody jsou:
- motivace k ochraně vlastní sebeúcty - proto si lidé vymýšlejí příčinná vysvětlení, aby se cítili lépe
- snaha udělat dobrý dojem na ostatní - i když lidé sami zcela nevěří tomu, co o sobě říkají, budou před ostatními své schopnosti vylepšovat, aby v nich vyvolali pozitivní dojem
- základní mechanismy paměti - paměť spíše nabídne jako vysvětlení úspěchu vnitřní příčin než ty vnější.

## Atribuční teorie a základní atribuční chyba
Atribuční teorie zkoumá, jakým způsobem si lidé vysvětlují vlastní jednání a jednání druhých. Rozlišujeme atribuci dispoziční a atribuci situační.
- dispoziční atribuce - za příčinu určitého chování jsou považovány osobnostní vlastnosti (dispozice), nikoliv okolnosti.
- situační atribuce - činy nebo chování jsou zdůvodněny situací nebo okolnostmi, ve kterých se nacházel člověk, který čin vykonal.

Základní atribuční chybou pak rozumíme tendenci uplatňovat odlišná měřítka v přisuzování příčin vlastnímu a cizímu jednání. Lidé mají sklon posuzovat vlastní jednání jako důsledek situace, ale jednání druhých často vidí jako důsledek dispozičních příčin. To znamená, že když si vysvětlujeme naše vlastní chování, všímáme si vlivu situace, ve které se nacházíme, zatímco chování druhých si vysvětlujeme čistě na základě jejich vlastností, postojů nebo názorů.